# Paradoxe de von Neumann
En mathématiques, et plus précisément en géométrie plane, le paradoxe de von Neumann, dû à John von Neumann en 1929, est un résultat analogue au paradoxe de Banach-Tarski, montrant que l'on peut, en utilisant l'axiome du choix, décomposer un carré unité en un nombre fini d'ensembles de points, transformer ces ensembles par des transformations affines conservant les aires, et obtenir deux carrés unités.

## Esquisse de démonstration
Banach et Tarski ont démontré que, contrairement à ce que montre leur paradoxe en dimension 3, une dissection d'une figure plane suivie d'un déplacement des morceaux conserve l'aire de la figure, et qu'il est donc impossible de transformer ainsi un carré unité en deux carrés unités. Mais John von Neumann observa qu'un élément-clé de leurs « dissections paradoxales » (de la sphère unité) était l'utilisation d'un groupe de transformations contenant un sous-groupe libre à deux générateurs. Comme le groupe des transformations linéaires planes préservant les aires (et en particulier le groupe spécial linéaire) a cette propriété, l'existence de dissections paradoxales l'utilisant reste envisageable.
La méthode de von Neumann est détaillée ci-dessous, de manière un peu informelle, et en négligeant certains détails (on en trouvera une présentation rigoureuse dans l'article qu'il a publié en 1929). On se donne un groupe libre H de transformations linéaires préservant les aires, engendré par deux transformations, σ et τ, supposées « assez proches » de la transformation identité. H étant libre, toutes les transformations de H s'expriment de manière unique sous la forme {\displaystyle \sigma ^{u_{1}}\tau ^{v_{1}}\sigma ^{u_{2}}\tau ^{v_{2}}\cdots \sigma ^{u_{n}}\tau ^{v_{n}}}, les {\displaystyle u_{i}} et les {\displaystyle v_{j}} étant des entiers relatifs, non nuls à l'exception éventuelle de {\displaystyle u_{1}} et de {\displaystyle v_{n}}. Le groupe peut se décomposer en deux sous-ensembles : A, formé des éléments pour lesquels {\displaystyle u_{1}\neq 0}, et B, formé des autres éléments (c'est-à-dire ceux, commençant par une puissance de τ, pour lesquels {\displaystyle u_{1}=0}) ; B contient la transformation identité.
L'image de chaque point du plan par l’ensemble des transformations de H s'appelle l'orbite du point. L'ensemble des orbites forme donc une partition du plan ayant pour cardinal la puissance du continu. L'axiome du choix permet de choisir un point dans chaque orbite ; appelons M l'ensemble de ces points (en excluant l'origine, qui est un point fixe de toutes les transformations de H). Faisant opérer sur M l'ensemble des éléments de H, chaque point du plan (sauf l'origine) est atteint exactement une fois ; les images de M par l'ensemble des éléments de A et par ceux de B forment donc deux ensembles disjoints dont l'union est le plan entier (privé de l'origine).
Soit alors une figure F (par exemple le carré unité ou le disque unité), et C un petit carré centré à l'origine, entièrement contenu dans F et tel que F puisse être entièrement recouverte par un certain nombre de copies (par translation) de C (certaines copies se chevauchant), notées {\displaystyle C_{1},C_{2},\dots ,C_{m}} ; chaque point de la figure initiale peut ainsi être assigné à l'un des {\displaystyle C_{k}}. On va construire une injection de F vers une partie de son intérieur, n'utilisant que des transformations de H. On ramène {\displaystyle C_{k}} à C par translation ; les points ainsi obtenus qui sont dans A sont envoyés vers des points de B par la transformation (préservant les aires) σ2k-1τ, et ceux dans B sont envoyés vers des points de B disjoints des précédents par la transformation σ2k. Ainsi, tous les points de F (à l'exception de quelques points fixes) sont envoyés injectivement vers des points de type B pas trop éloignés de l'origine (les images de C par des transformations voisines de l'identité), et donc contenus dans F. On construit une application analogue pour les points de type A.
On applique alors la méthode de démonstration du théorème de Cantor-Bernstein. Ce théorème construit, à partir de l'injection des points de F vers les points de B et de l'injection des points de B (dans l'image de C) vers F (restriction de l'identité) une bijection de  F vers B (certains points restent invariants, d'autres sont envoyés par l'injection précédente) ; on peut construire de même une bijection de F vers A. Bien que certains détails (tels que la gestion des points fixes) aient été omis, on peut les régler à l'aide de nouvelles applications, et on obtient finalement une décomposition de F en un nombre fini d'ensembles qui, après transformations linéaires respectant les aires, se recomposent pour former une figure d'aire aussi petite (ou aussi grande) que l'on veut ; une telle décomposition est dite « paradoxale ».

## Conséquences
La méthode précédente permet d'énoncer le résultat plus fort suivant :
Deux sous-ensembles bornés du plan d'intérieurs non vides quelconques sont toujours équidécomposables à l'aide d'application affines préservant les aires.
Cela a des conséquences concernant l'existence de mesures. Comme le fait remarquer von Neumann :
« Infolgedessen gibt es bereits in der Ebene kein nichtnegatives additives Maß (wo das Einheitsquadrat das Maß 1 hat), dass [sic] gegenüber allen Abbildungen von A2 invariant wäre. »
« Cela montre que même dans le plan, il n'existe pas de mesure additive non négative (pour laquelle le carré unité est de mesure 1), qui soit invariante pour les transformations appartenant à A2 [le groupe des transformations affines préservant les aires]. »
Plus précisément, la question de l'existence d'une mesure finiment additive conservée par certaines transformations dépend de la nature du groupe de ces transformations ; inversement, par exemple, la mesure de Banach des ensembles du plan, conservée par les translations et les rotations, ne l'est pas par toutes les transformations linéaires de déterminant 1, bien que celles-ci préservent l'aire des polygones, et même celle de tous les ensembles mesurables au sens de Lebesgue.
La classe des groupes isolée par von Neumann dans son étude du phénomène de Banach-Tarski s'est avéré jouer un rôle important dans de nombreux domaines mathématiques : il s'agit des groupes moyennables (ou groupes ayant une moyenne invariante), classe contenant tous les groupes finis et tous les groupes résolubles. En gros, il apparait des décompositions paradoxales lorsque le groupe de transformation définissant l'équivalence par équidécomposabilité n'est pas moyennable.

## Résultats récents
L'article de von Neumann laissait ouverte la question de l'existence d'une décomposition paradoxale de l'intérieur du carré unité n'utilisant que les transformations du groupe spécial linéaire (et non plus affine) SL(2,R) (Wagon, Question 7.4). En 2000, Miklós Laczkovich montra qu'une telle décomposition existe. Plus précisément, tous les ensembles bornés du plan d'intérieur non vide, et à une distance non nulle de l'origine, sont SL(2,R)-équidécomposables.